# Bellemerea subsorediza
Bellemerea subsorediza är en lavart som först beskrevs av Lynge, och fick sitt nu gällande namn av R. Sant. Bellemerea subsorediza ingår i släktet Bellemerea och familjen Lecideaceae.  Arten är reproducerande i Sverige. Inga underarter finns listade i Catalogue of Life.